# Ermida de Nossa Senhora do Guadalupe
A Ermida de Nossa Senhora do Guadalupe é uma ermida açoriana localizada na Ilha de São Jorge. Esta ermida fica situada no lugar dos Terreiros, na freguesia das Manadas, concelho de Velas.
Muito pouco ou nada se conhece deste templo dedicado a Nossa Senhora do Guadalupe. O historiador jorgense José Cândido da Silveira Avelar apenas se refere a esta ermida dizendo que ela pertence à casa do Padre Jorge de Azevedo.
Precisamente a meio do referido lugar dos Terreiros, deve este templo ter sido igualmente construído e na mesma época da Ermida de Santa Rita de Cássia, a concluir pelas características das fachadas de ambas, embora esta de Nossa Senhora do Guadalupe apresente no seu frontispício um curioso nicho onde outrora, certamente, havia uma pequena imagem de pedra.
Fica esta ermida em lugar junto do qual pouco depois de 1872 foi inaugurado um chafariz,  que foi o segundo de uma série que neste tempo foi construída.